# Tanno Yusuke
Yusuke Tanno (sinh ngày 17 tháng 6 năm 1983) là một cầu thủ bóng đá người Nhật Bản.

## Sự nghiệp câu lạc bộ
Yusuke Tanno đã từng chơi cho Omiya Ardija.